# Victor Deguise
Pour les articles homonymes, voir Deguise.
Le Lieutenant-Général Victor  Joseph Dieudonné Deguise (22 décembre 1855 – 18 mars 1925) fut un général belge responsable de la défense de la position fortifiée d'Anvers durant la Première Guerre mondiale

## Carrière
Victor Deguise entre à l'armée en 1877 comme lieutenant du génie. À partir de 1888, il est nommé comme professeur de fortifications à l'École royale militaire.
Entre 1909 et 1911, il fut le commandant des unités du génie à Bruxelles. Puis, entre 1911 et 1914, il devint directeur des fortifications de la Position fortifiée de Liège, sous les ordres du gouverneur de la place (et de la troisième circonscription militaire).
Le 8 septembre, plus de 2 mois après l'invasion allemande de la Belgique, il devient gouverneur militaire de la position fortifiée d'Anvers, en remplacement du lieutenant-général Arthur Dufour qui critiquait la première attaque à  l'arrière-garde allemande.
Il tient tête aux allemands jusqu'au début octobre 1914, l'armée effectuant trois sorties offensives avant le repli des armées belge et britannique sur Nieuport. Cependant, l'arrivée de l'artillerie de siège allemande et notamment la Grosse Bertha, rendit la position intenable et il fut forcé de quitter la cité le 10 octobre, celle-ci étant rendue aux Allemands par le bourgmestre. Avec des restes de ses troupes, Deguise, qui avait tenu jusqu'au bout les forts de la rive gauche de l'Escaut, parvint à faire retraite vers les Pays-Bas voisins où ils furent internés pendant toute la durée de la guerre.

## Sources
- (en) Cet article est partiellement ou en totalité issu de l’article de Wikipédia en anglais intitulé « Victor Deguise » (voir la liste des auteurs).